# Spermacoce polygonifolia
Spermacoce polygonifolia är en måreväxtart som beskrevs av A.St.-hil.. Spermacoce polygonifolia ingår i släktet Spermacoce och familjen måreväxter. Inga underarter finns listade i Catalogue of Life.